# Resolutie 926 Veiligheidsraad Verenigde Naties
Resolutie 926 van de Veiligheidsraad van de Verenigde Naties werd unaniem aangenomen op 13 juni 1994.

## Achtergrond
Na het koloniale tijdperk was de Aouzoustrook, die rijk is aan uranium, een bron van conflict tussen Libië en Tsjaad geworden. Libië bezette het grensgebied in 1973, maar in 1994 wees het Internationaal Gerechtshof de Aouzoustrook toe aan Tsjaad. De twee landen kwamen tot een akkoord en Libië trok zich terug.

## Inhoud
De Veiligheidsraad:
- herinnert aan resolutie 915;

1. verwelkomt het rapport van de secretaris-generaal;
2. looft het werk van de VN-waarnemersgroep Aouzoustrook;
3. waardeert de medewerking van Tsjaad en Libië;
4. besluit om het mandaat van UNASOG onmiddellijk te beëindigen.

## Verwante resoluties
- Resolutie 910 Veiligheidsraad Verenigde Naties
- Resolutie 915 Veiligheidsraad Verenigde Naties

Lijst ·  893 ·  894 ·  895 ·  896 ·  897 ·  898 ·  899 ·  900 ·  901 ·  902 ·  903 ·  904 ·  905 ·  906 ·  907 ·  908 ·  909 ·  910 ·  911 ·  912 ·  913 ·  914 ·  915 ·  916 ·  917 ·  918 ·  919 ·  920 ·  921 ·  922 ·  923 ·  924 ·  925 ·  926 ·  927 ·  928 ·  929 ·  930 ·  931 ·  932 ·  933 ·  934 ·  935 ·  936 ·  937 ·  938 ·  939 ·  940 ·  941 ·  942 ·  943 ·  944 ·  945 ·  946 ·  947 ·  948 ·  949 ·  950 ·  951 ·  952 ·  953 ·  954 ·  955 ·  956 ·  957 ·  958 ·  959 ·  960 ·  961 ·  962 ·  963 ·  964 ·  965 ·  966 ·  967 ·  968 ·  969